# Hörspiel

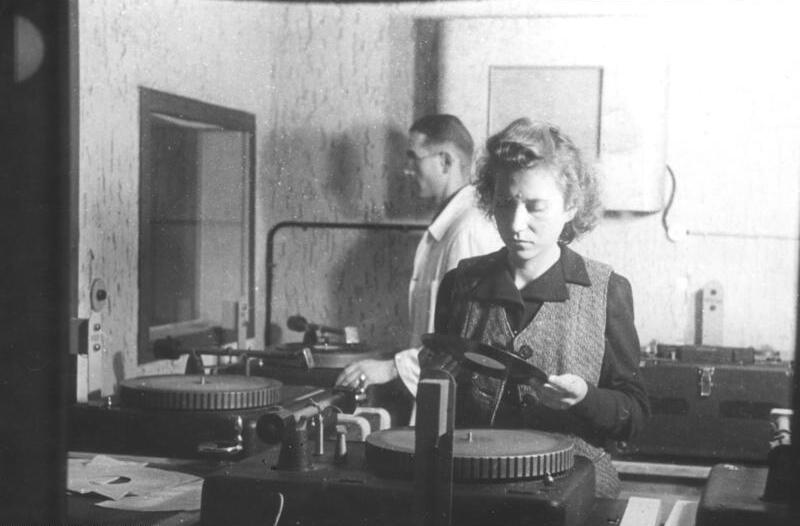
Im Kontrollraum während einer Hörspielproduktion (1946)

Hörspiele sind akustische dramatisierte Inszenierungen von Geschichten mit verteilten Sprecherrollen, Geräuschen und Musik. Das Hörspiel unterscheidet sich von einer reinen Lesung (Hörbuch) und auch vom Film, weil ihm keine visuellen Elemente eigen sind. Hörspiele wurden ursprünglich für den Hörfunk entwickelt und dort ausgestrahlt. Sie sind damit die erste originäre Kunstform, die das Radio in den 1920er Jahren hervorgebracht hat. Seitdem hat sich das Hörspiel zu einem eigenständigen literarischen Genre entwickelt. Der Begriff „Hörspiel“ wurde 1924 geprägt.

## Allgemeines

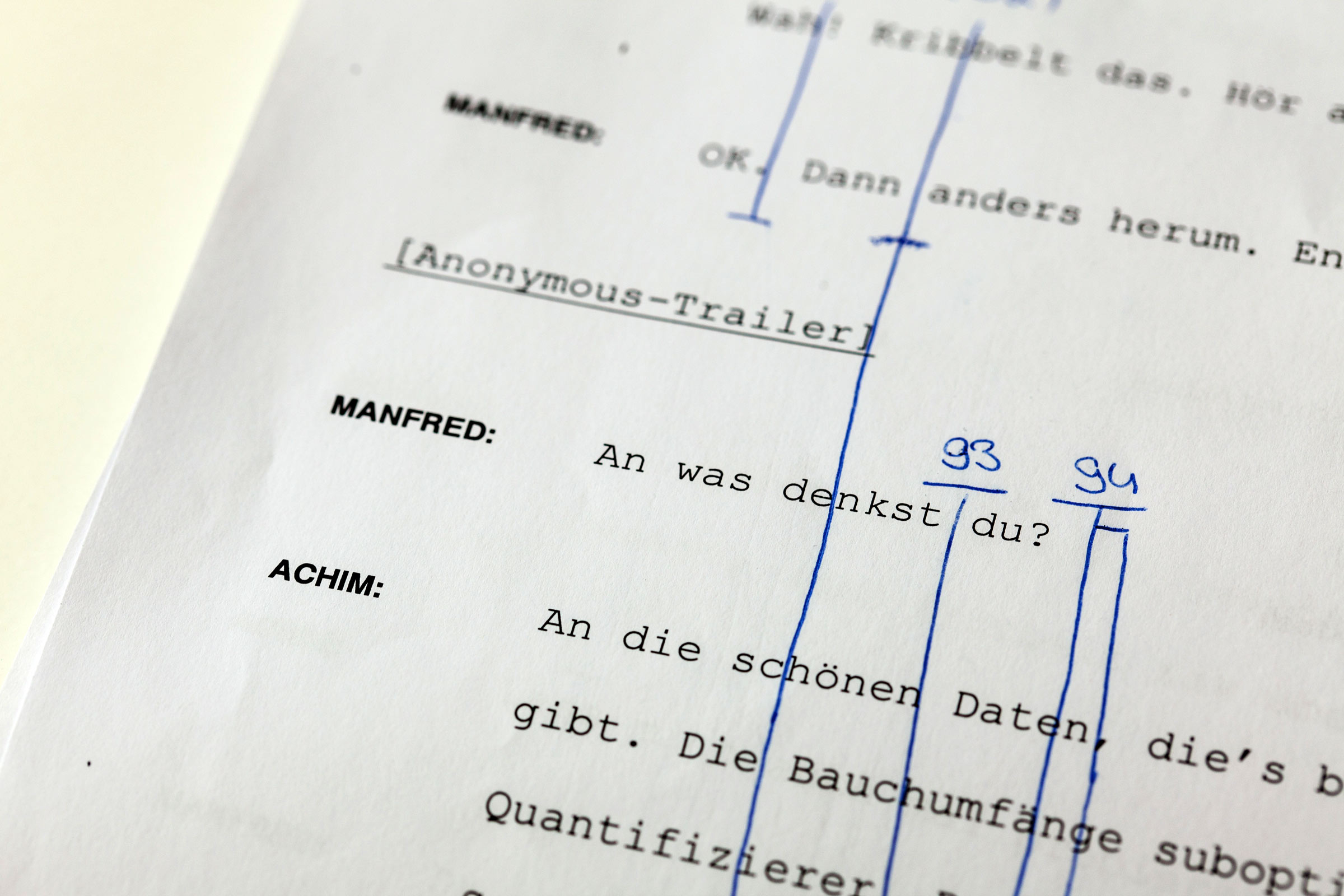
Detail eines typischen Hörspielmanuskripts; Blau: die Markierungen der Tontechnik zum Schneiden

Hörspielproduktionen sind Teamarbeit, auch wenn – im Gegensatz zum Film – beim Hörspiel oft nur der Autor als Urheber genannt wird. Der Autor schreibt in Zusammenarbeit mit einem Dramaturgen oder Redakteur den Text, der in der Regel die Grundlage für die Hörspielproduktion darstellt (Dialogbuch). Das eigentliche Stück, das später im Radio gesendet oder auf CD, Kassette, Schallplatte (siehe auch Sprechplatte) oder als MP3-Datei vertrieben wird, ist eine Inszenierung, die maßgeblich durch den Regisseur und die beteiligten Schauspieler geprägt ist. Außerdem sind an einer Hörspielproduktion in der Regel zwei Tontechniker (Ton und Schnitt) und ein Regieassistent beteiligt. Häufig werden auch ein Komponist, ein Sounddesigner, ein Geräuschemacher sowie Musiker engagiert.
In Hörspielen kann neben den Dialogen der verteilten Sprecherrollen auch eine Erzählerstimme vorkommen. Dabei kann es sich um eine Figur innerhalb der Geschichte oder um eine neutrale, nicht ins Geschehen involvierte Instanz handeln.

## Geschichte

### Anfänge
Bis zum Beginn des Rundfunks 1923/24 tauchte der Begriff „Hörspiel“ immer wieder auf, um das Schauspiel (für die Augen) vom Hörspiel (für die Ohren) abzugrenzen – die erste derartige Verwendung des Begriffs durch Friedrich Traugott Hase findet sich schon 1780. Friedrich Nietzsche schrieb zum Beispiel über die Kunst von Richard Wagner, dass sie Wagner „immer den doppelten Weg, aus einer Welt als Hörspiel in eine rätselhaft verwandte Welt als Schauspiel und umgekehrt“ führe.

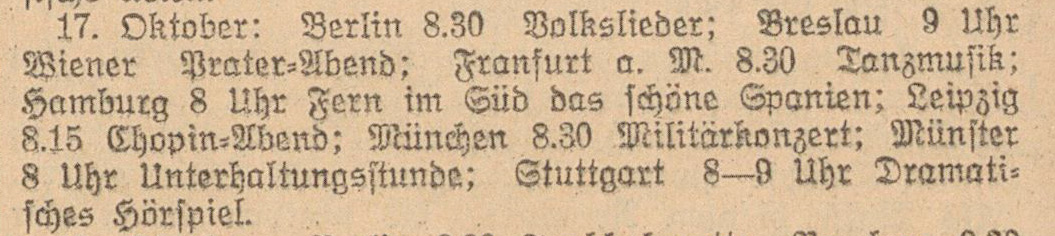
„Dramatisches Hörspiel“ aus Stuttgart (1924)

1924 setzte sich der Rundfunk in Europa soweit durch, dass die Zeitungen Radio-Rubriken einführten. So weist der Tiroler Anzeiger auf ein „Dramatisches Hörspiel“ im Morgenprogramm des 17. Oktober 1924 hin, ausgestrahlt von der Süddeutschen Rundfunk AG (SÜRAG).
Als erstes Original-Hörspiel in Europa gilt Gefahr (Originaltitel A Comedy of Danger) von Richard Hughes (BBC 1924). Das Wort „Hörspiel“ hat sich nach dem Start des Rundfunks in Deutschland 1923 erst langsam etabliert. Die ersten Hörspiele der Berliner Rundfunk-Sendestelle hießen „Spiele“, später „Sendespiele“. Die Fachzeitschrift Der deutsche Rundfunk schrieb 1924 von keinem „dramatischen Werk, das die Vorstellungskraft des Hörers mehr anreizt und darum so tief verfangen kann, wie das Funkspiel“.
Die deutsche Hörspielgeschichte reicht bis in das Jahr 1918 zurück. Damals begann man bei der Firma Telefunken mit Bearbeitungen von Theaterstücken für die Ausstrahlung per Funk. 1923 inszenierte der Ingenieur F. A. Tiburtius in den Experimentalstudios von Telefunken, deren künstlerischer Leiter er war, das erste richtige Hörspiel nach heutigen Maßstäben. Es hatte den Titel „Anke“ und spielte in einem Leuchtturm. Gesendet wurde es nie. Die ersten im deutschen Radio ausgestrahlten Hörspiele waren „Zauberei auf dem Sender“ von Hans Flesch (am 24. Oktober 1924 in Frankfurt am Main über die Welle 467) und „Spuk“ von Rolf Gunold (1925 über einen Breslauer Sender). 1926 richtete der Berliner Sender eine Wanne zur Erzeugung von Wasser- und Regengeräuschen ein. Das erste Hörspiel dieses Senders (1926) hieß „Der akustische Film“.
Ende der 1920er Jahre war die Wirkung gesprochener und mit Geräuschen verbundener Texte sowohl akzeptiert als auch unerforscht, sodass das Preußische Kulturministerium 1928 in Berlin zum Ausloten der Grenzen und Möglichkeiten des Hörspiels eine Rundfunkversuchsstelle einrichtete, die die Nationalsozialisten kurz nach ihrer Machtübernahme wieder schlossen.
Anfang der 1930er Jahre waren Hörspiele im Rundfunk so beliebt, dass die BBC Leitfäden für deren Produktion aufstellte, etwa für den Einsatz von Soundeffekten:

„Geräusche sollten eher die Stimmung [eines Hörspiels] unterstreichen, als die Szene bebildern. Angenommen, man hat einen Dialog wie diesen: Noch ein Glas Portwein? – Gern. – Edler Tropfen!, dann ist es doch offensichtlich, was passiert, dass zwei Leute Portwein trinken, und unnötig und vermutlich ziemlich lächerlich, den Dialog mit Klängen klirrender Gläser und dem Einschütten von Flüssigkeit zu illustrieren. […] Man sollte in der Tat ein Schauspiel für den Rundfunk als symphonische Form verstehen, bei der das gesprochene Wort nur ein Faden in einem aus Klang gewobenen Stoff darstellt.“

Jedoch hagelte es vor allem aus den Schichten der Geringerverdienenden Kritik. So titelte die Boulevard-Rundfunkzeitung Schlesische Wellen im Juni 1931 „Hörspiel-Überfluß“ und forderte die Reduzierung von Hörspielen auf ein Minimum. Drei Hörspiele pro Woche sei zu viel für den Arbeiter, der sich am Feierabend zu Hause oder in der Gartenlaube nicht konzentrieren, sondern entspannen wolle und deswegen Wert auf Musik lege.
Am 30. Oktober 1938 sorgte die Ursendung von Der Krieg der Welten nach H. G. Wells in New York für Aufsehen. Zahlreiche beunruhigte Bürger meldeten sich bei der Polizei in Besorgnis um einen vermeintlichen Marsangriff.

### Nach 1945
In Westdeutschland erlebte das Hörspiel zwischen 1945 und 1960 einen regelrechten Boom, der sich in jährlich 500 gesendeten und insgesamt 160 abgedruckten Hörspielen niederschlug. Diese Tatsache war vor allem den äußeren Umständen im Nachkriegsdeutschland geschuldet, in dem der Großteil der Theater und Kinos noch zerstört waren. Zudem war das Fernsehen in dieser Zeit noch nicht oder nur wenig verbreitet.
In den 1950er Jahren und zum Teil auch in den 1960er Jahren herrschte typischerweise das sogenannte Hörspiel der Innerlichkeit vor, das sich durch Geräuscharmut auszeichnete. Das Primat lag also auf der Sprache, weshalb es auch als „Worthörspiel“ bezeichnet wird – die Illustration durch klangliche Effekte oder eine Geräuschkulisse wurde minimiert und überwiegend nur als sogenannte „key sounds“, Geräusche mit symbolhafter Bedeutung, akzeptiert. Dies fördert die Suggestion einer inneren Welt (z. B. Erinnerungen) beim Rezipienten, was die Funktion einer Vergangenheitsbewältigung – die in der Nachkriegszeit eine große Rolle einnahm – potenziell unterstützen kann. Aus technischen Gründen wurde deshalb der Schnitt, der damals häufig noch als hörbare Markierung wahrgenommen werden musste, vermieden. „Weil der Schnitt stets auf das Magnettonband verweist, auf dem das Hörspiel aufgenommen ist, insistierte er auf die Materialität des akustischen Signifikanten, anstatt ihn zugunsten der Produktion eines imaginären Signifikats zu verdrängen.“ Bernhard Siegert konstatiert also für das Hörspiel nach 1945 vor allem das Charakteristikum der Abwesenheit des Mediums Radio in den über das Radio gesendeten Hörspielen. Er nennt dieses Phänomen „negative Radioästhetik“.
Ein wichtiger Hörspielexperte seit den 1950er Jahren ist Werner Klippert. Ein bedeutender Vertreter des „Worthörspiels“ ist Günter Eich. Siegert unterstellt Eich ein bewusst geäußertes Statement für das Worthörspiel, wenn er am Anfang seines Hörspiels Das Jahr Lazertis den Protagonisten Paul sagen lässt:

„Ich fuhr empor, als ich das Wort vernahm. Jemand, der an meinem Fenster vorüberging, mußte es ausgesprochen haben, im Gespräch und nebenbei, obwohl es das Wort war, das alle Geheimnisse löste. Für seine Dauer war die Welt verwandelt und begriffen, aber im gleichen Hauch war es auch wieder vergessen“

Für einen Skandal, vermutlich den größten in der deutschen Hörspielgeschichte, sorgte am 24. Januar 1969 Ludwig Harigs Staatsbegräbnis. Harig beschritt mit dieser Persiflage auch akustisches Neuland, weil er ohne gespielte Szenen auskam, sondern ausschließlich Originaltonmaterial der Reden zu Bundeskanzler Konrad Adenauers Staatsbegräbnis gegeneinander verschnitt. Harig und dem Saarländischen Rundfunk (SR) wurde respektloser Umgang mit einem zwei Jahre zurückliegenden ernsten Thema vorgeworfen. Noch drei Jahre später, 1972, weigerte sich aus diesen Gründen der SR-Intendant Franz Mai dem Luchterhand-Verlag die Veröffentlichungsrechte auf Schallplatte einzuräumen.
Neben Ludwig Harig gilt als Pionier am Anfang neuer Gestaltungs- und Hörmöglichkeiten der im Jahre 1968 von Klaus Schöning in einem Radioessay als „Neues Hörspiel“ bezeichneten Gattung auch Herbert Schuldt. Sein Hörspiel „Deutschland aufsagen, Deutschland nachsagen“ (1970) wurde von den Hörern der Ursendung im 1. Programm des WDR als Provokation empfunden. Schuldt hatte mit einfachsten Mitteln zuvor gehörtes Sprachmaterial aufgenommen und von nichtprofessionellen Sprechern nachsprechen lassen und auf eine Weise nachbearbeitet, die das gesprochene Material aus seiner ursprünglichen Funktion der Übermittlung von Sinn und Bedeutung heraustreten und neue Zusammenhänge bilden ließ, die an eine Komposition musikalischen Materials denken lässt. Die an jenem Sendeplatz an klassische Musik gewöhnten Rundfunkhörer reagierten mit Empörung auf die ungewohnten Höreindrücke und sollen mit ihren Anrufen die Telefonzentrale des WDR „nach Schuldts Erinnerung rund zwei Stunden lang blockiert“ haben.
Ferdinand Kriwet war Autor und Produzent einer Reihe von Hörspielen der 1960er und 70er Jahre, die sich mit Medientheorie beschäftigten. Am 21. Mai 1979 strahlte der WDR „Radioselbst. Hörtext 15“ aus, eine Collage aus einem 24-stündigen Mitschnitt des Programms von WDR 2. Dieses von ihm selbst „Supersendung des Radios rund um die Uhr“ genannte Experimentalhörspiel bestand aus 2200 Tonschnipseln und zeigte vor allem eins: dass das Programm von WDR 2 auch in dieser subjektiven Verkürzung nach WDR 2 klang.
Deutschland ist wegen seiner föderalen Rundfunkstruktur das Land, in dem mehr Hörspiele als anderswo produziert werden. Ein historisches Nachschlagewerk ist Reclams Hörspielführer von 1969. Über die aktuelle Entwicklung im Bereich Radiokunst informierten der Bayerische Rundfunk von 1989 bis 1996 in der Sendung Hörspielnotizen, ab 2003 in der wöchentlichen Sendereihe hör!spiel!art.mix, und von 1996 bis 2009 der monatliche Hörspielkalender des Deutschlandfunks. 2009 wurde der Hörspielkalender durch das Magazin Cinch ersetzt. Seit 2015 gibt es im Deutschlandfunk mit dem Hörspielmagazin eine neue monatliche Sendung über Hörspiele, die Cinch ersetzt.
Nachdem die zunehmende Verbreitung des Fernsehens in immer mehr Haushalten zunächst für ein zwischenzeitliches Nachlassen der Popularität von Hörspielen verantwortlich war, bereitete der Siegeszug der Audiokassette und die Konzentration auf Kinder und Jugendliche dem Hörspiel in den 1970er- und 1980-Jahren eine weitere Blütezeit. Das erfolgreichste und bis heute in diesem Bereich tätige Label der Hörspiele für jüngere Zielgruppen war EUROPA. Sie produzierten (häufig basierend auf Kinder- und Jugendbuchreihen) erfolgreiche Hörspielreihen wie Fünf Freunde, Hanni und Nanni, Burg Schreckenstein, TKKG, Die Funk-Füchse, Die Hexe Schrumpeldei und Hui Buh. Eine der erfolgreichsten Hörspielreihen von Europa und generell, ist mit über 50 Millionen verkauften Tonträgern die Reihe Die drei ???.
Neben Europa waren weitere Label in diesem Markt äußerst erfolgreich. So konnte das Label Kiosk (heute: Kiddinx) vor allem mit den Reihen Benjamin Blümchen und Bibi Blocksberg sowie später Bibi und Tina bei jüngeren Zuhörern Erfolge feiern. Das Label Tonstudio Braun hatte Erfolge mit Geisterjäger John Sinclair und Conny.
Daneben gab und gibt es zahlreichere kleine Label, die in diesem Markt aktiv sind. So gab es 2009 rund 500 Mini-Labels, die den freien Hörspielmarkt in Deutschland bedienen.

## Typologie
Einerseits gibt es Radiohörspiele, die vornehmlich für die Ausstrahlung im Hörfunk produziert werden, und andererseits gibt es Kaufhörspiele, die Musikkonzerne oder Audioverlage gezielt für den Verkauf auf Tonträgern herstellen.
Ab den 1970er Jahren ist die Veröffentlichung von Hörspielen auf Schallplatten, Kassetten und CDs immer beliebter geworden, wobei der Handel oft nicht zwischen Hörspielen und Lesungen unterscheidet und beide Formen fälschlicherweise unter dem Begriff „Hörbuch“ zusammenfasst. In neuerer Zeit werden viele Radiohörspiele als Zweitverwertung auch auf CDs gepresst und im Handel zum Kauf angeboten.
Radiohörspiele lassen sich noch in verschiedene Kategorien unterteilen:
- Originalton-Hörspiele, die beispielsweise akustisches Material aus der Umwelt (etwa Tierstimmen, U-Bahn-Geräusche, Dialoge im Supermarkt) verwenden und weitgehend auf Schauspielerstimmen verzichten
- Abenteuer- oder Kriminalhörspiele nach Literaturvorlagen, die auf Dialoge setzen und mit realistischen Geräuschen allenfalls illustriert sind
- Regionalhörspiele, die aufgrund von Sprache, Dialekt bis Regiolekt einen regionalen Bezug schaffen
- Kurzhörspiele (bis zu 30 Minuten)
- Hörstücke (auch „Minihörspiel“ oder „Dramolett“ genannt), die nur wenige Minuten lang sind. Manche sind in Collage-Technik erstellt und weisen dann keine konkrete Handlung auf, sondern vermitteln Höreindrücke, Stimmungen und Atmosphären; andere sind eher kabarettistischer Natur und nutzen das Stilmittel der Pointe.

Die Übergänge zwischen Klangkunst, einigen experimentellen oder nicht-klassischen Hörspielen und Radio-Features, Originalton-Features, Literaturlesungen und Dokumentationen sind fließend. Das Genre Hörspiel und Medienkunst reicht von Performance bis Netzkunst.
Einige beliebte Radio- und Kaufhörspiele werden als Live-Hörspiele mit Sprechern auf einer Bühne vor Publikum aufgeführt. Dies geschieht beispielsweise sehr erfolgreich mit bestimmten Folgen der Hörspielreihe Die drei ???. Dabei besteht eine größere Nähe zur szenischen Lesung. Unter anderem aufgrund des Fehlens der für das konventionelle Hörspiel charakteristischen radiophonen Mittel (bes. Schnitt, Blende, Mischung) und der atypischen Produktions- und Rezeptionssituation stellen Live-Hörspiele für den Medienwissenschaftler Matthias C. Hänselmann daher gar „keine reinen Hörspiele mehr [dar], sondern transmediale Kunstwerke, die das technisch-apparative Arsenal des Hörspiels modifizieren“.

## Technische Umsetzung
Die Produktion von Hörspielen stellt hohe Anforderungen an die technische Umsetzung. Da jeder Mensch über eigene umfangreiche Hörerfahrungen verfügt, ist eine wirklichkeitsnahe Aufnahme nur unter akustischen Bedingungen möglich, die im Wesentlichen den Originalsituationen entspricht. Deshalb verfügen Studiokomplexe, in denen Hörspiele produziert werden (sogenannte Hörspielkomplexe), über mehrere Aufnahmeräume unterschiedlicher Größe und mit unterschiedlicher Akustik. So gibt es im Berliner Haus des Rundfunks einen Hörspielkomplex, in welchem sich ein großer Aufnahmeraum mit längerer Nachhallzeit und einer Treppe mit unterschiedlichen Belägen befindet. Ein mittelgroßer Aufnahmeraum, der in etwa einem Wohnzimmer entspricht, verfügt über umklappbare Wandelemente zur Veränderung der Akustik, außerdem existieren weitere, für Tonaufnahmen optimierte Einbauten wie eine Küche und ein WC. All diese Räume haben keine parallelen Wände, um die Bildung von stehenden Wellen (sogenannte Flatterechos) zu verhindern. Außerdem ermöglicht ein reflexionsarmer Raum die Nachbildung der Akustik, wie sie außerhalb von geschlossenen Gebäuden herrscht. In diesem Raum sind unterschiedliche begehbare Flächen wie Holzdielen und Kies vorhanden. Der gesamte Hörspielkomplex ist als Haus-in-Haus-Konstruktion von den Umgebungsgeräuschen abgekoppelt. Alle Räume sind technisch (zum Teil auch über Studiofenster) mit dem Regieraum verbunden, in welchem der Toningenieur und der Hörspiel-Regisseur die Aufnahme gestalten und überwachen. Vergleichbare Hörspiel-Produktionszentren gibt es auch in anderen Rundfunkanstalten und privaten Studios.

## Wirtschaftliche Situation
Da die technischen und räumlichen Anforderungen sehr hoch sind, gehören Hörspiele, ähnlich wie die Aufnahmen von Orchesterwerken, zu den teuersten Audio-Produktionen. Aufwendige Radiohörspiele sind daher eine Domäne der öffentlich-rechtlichen Rundfunkanstalten. Kaufhörspiele mit mehreren Sprechern werden meist von größeren Musikkonzernen wie Sony oder Universal produziert, die durch ihre Vermarktungsmöglichkeiten hohe Tonträger-Verkaufszahlen erreichen können. Auch die zum Amazon-Konzern gehörende Hörbuch-Plattform Audible produziert Hörspiele und Hörspielserien.

## Auszeichnungen
Die älteste Auszeichnung für deutschsprachige Hörspiele ist der seit 1952 jährlich verliehene Hörspielpreis der Kriegsblinden. Seit 1977 wird von der Deutschen Akademie der Darstellenden Künste in Bensheim ein Hörspiel des Monats gewählt, aus denen seit 1987 das Hörspiel des Jahres gekürt wird. Dazu gibt es zahlreiche weitere nationale und internationale Hörspielpreise, so etwa den ARD-Online-Award als Publikumspreis für das beste Hörspiel. Außerdem gibt es zahlreiche Auszeichnungen, mit denen Labels und Fangruppen kommerzielle Hörspielproduktionen bewerben.

## Hörspielveranstaltungen

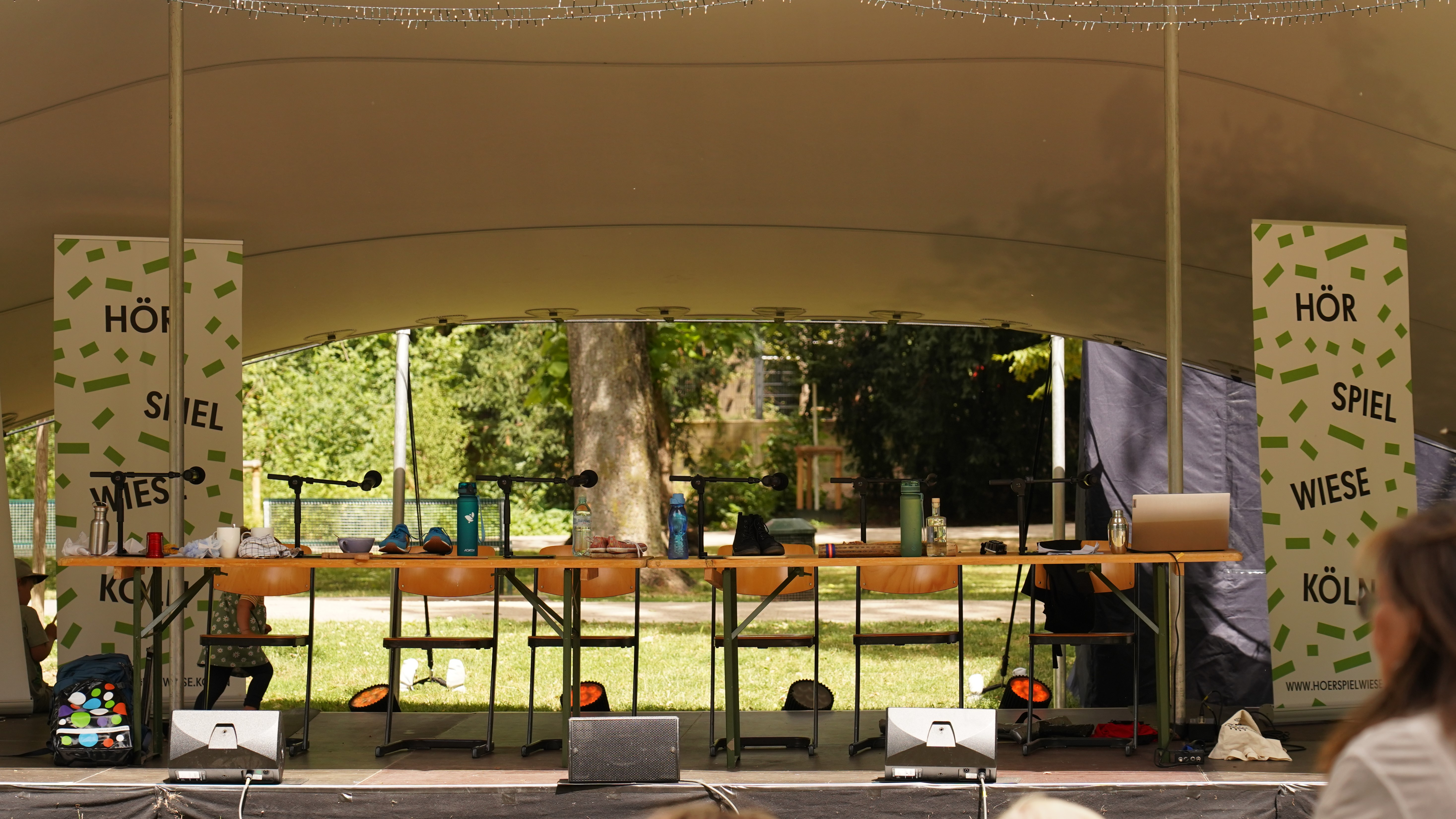
Die Bühne des Open-Air Hörspielfestivals Hörspielwiese Köln

Hörspiele werden und wurden auf eigens dafür eingerichteten Festivals vorgestellt und diskutiert, etwa
- der Woche des Hörspiels (1986–2008) an der Akademie der Künste, Berlin[27]
- den Zonser Hörspieltagen für das regionale (Mundart-)Hörspiel (seit 1993)
- den ARD-Hörspieltagen (seit 2004)
- dem Dresdner Hörgarten, der 2004 und 2005 im Parktheater des Großen Gartens in Dresden stattfand[28]
- dem Leipziger Hörspielsommer (seit 2004),
- dem Berliner Hörspiel Festival (seit 2008)[29]
- dem sonOhr Radio & Podcast Festival in Bern (seit 2011)
- der Hörspielmesse Hörmich, Hannover (seit 2013)[30]
- der Hörspielwiese Köln (seit 2018)[31]

## Livehörspiele
Ein Livehörspiel ist eine spezielle Form des Hörspiels, bei der die gesamte (oder ein großer Teil der) Aufführung in Präsenz vor einem Publikum stattfindet. Im Gegensatz zu normalen Hörspielen, die im Studio produziert und bearbeitet werden, wird das Livehörspiel auf einer Bühne aufgeführt. Unterstützt werden die Auftritte oft mithilfe von Schauspielern, Musikern und/oder Geräuschemachern. Das Zusammenspiel der vielen verschiedenen Elemente ermöglicht eine differenzierte und vielseitige Aufführung, die inzwischen mehr an Popularität gewonnen hat und ein breites Publikum anspricht. Die Kombination aus Live-Performance, Geräuschen und Musik sorgt für ein einzigartiges Hörerlebnis, das sich von vorproduzierten Formaten unterscheidet.